# Biegeschwinger
Ein Biegeschwinger ist ein zu harmonischen Schwingungen fähiges Feder-Masse-System, das im einfachsten Fall aus einem Stab besteht. Charakteristisch ist, dass die längs des Stabes verteilten Größen Biegemoment und Masse seine Eigenfrequenz bestimmen.

Der einseitig eingespannte Biegeschwinger schwingt mit der tiefsten Frequenz

Der einseitig eingespannte Biegeschwinger schwingt im ersten Oberton

Biegeschwinger sind entweder einseitig eingespannt (Beispiele s. u.), oder frei bzw. in den Schwingungsknoten (Nullstellen der Amplitude) ihrer Grundfrequenz aufgehängt.

## Physikalische Grundlagen
Biegeschwinger können neben der Grundfrequenz auch in höheren Moden angeregt werden. Dabei wächst die Anzahl der Schwingungsknoten auf dem Stab um mindestens einen: beim einseitig eingespannten Biegeschwinger auf mindestens zwei (Einspannung plus zusätzliche), beim frei aufgehängten Biegeschwinger auf mindestens drei (zwei Aufhängestellen plus zusätzliche).
Durch die Auflage freier Biegeschwinger an den Knoten der Grundschwingung (bei homogenen Stäben 22,4 % der Gesamtlänge von beiden Enden) wird diese beim Anregen (Anschlagen) bevorzugt. Dies ist wichtig für den guten Klang von Musikinstrumenten und Klangkörpern, da so die Oberwellen – die keine harmonischen Töne zur Grundwelle sind – reduziert werden können.
Die Eigenfrequenzen sind antiproportional zum Quadrat der Stablänge.

## Anwendungen

### Musikinstrumente und Klangkörper
- einseitig eingespannt:
  - Tonkamm von Spieldosen
  - Akkordeon
  - Stabgong des Schlagwerkes von Uhren (hier werden auch Harmonische angeregt)
- beidseitig freie Enden:
  - Marimbaphon
  - Xylophon
  - Metallophon
  - Lyra (Glockenspiel)
  - Türgong
  - Wind-Glockenspiele
  - Gong (im weiteren Sinne). Durch einen gepolsterten Schlägel werden zunächst nur niedrige Harmonische angeregt, die jedoch durch nichtlineare Formänderungen mit zunehmender Schwingungsdauer auch höhere Harmonische anregen.

### Messinstrumente
- einseitig eingespannt:
  - Zungenfrequenzmesser
  - Rasterkraftmikroskop: die Änderung der Eigenfrequenz eines Biegeschwingers bei Annäherung an eine Festkörperoberfläche wird registriert
  - Frequenzreferenzen:
    - Stimmgabel
    - Stimmgabeluhr
    - Stimmgabelquarz
    - Uhrenquarz
- beidseitig freie Enden:
  - Biegeschwinger (Gerät): die Dichtebestimmung von Flüssigkeiten und Gasen wird zurückgeführt auf die Messung der Eigenfrequenz eines gefüllten U-Rohres. Hieraus wird die Dichte errechnet.
  - akustischer piezoelektrischer Signalgeber (aufgeklebte Platte aus Piezokeramik mit ausgeprägter Biegeschwingungs-Eigenresonanz).

## Abgleich
Sofern die Verstimmung der Biegeschwinger nicht der genutzte Effekt ist, müssen sie abgeglichen beziehungsweise gestimmt werden.
Bei manchen technischen Anwendungen kommt auch der Laserabgleich zum Einsatz.

### Materialabtrag
Durch Materialabtrag (zum Beispiel Schleifen) kann die Resonanzfrequenz des Schwingers sowohl erhöht als auch verringert werden, je nach Ort der auf dem Schwinger vorherrschenden Federwirkung bzw. Masse:
- die Eigenfrequenz erhöht sich, wenn an freien Enden Material entfernt und so die Masse verringert wird
- die Eigenfrequenz verringert sich, wenn Material abgetragen wird im Bereich der elastischen Verformung an der Oberfläche (in der Nähe der Einspannung oder bei freier Aufhängung im mittleren Bereich).

### Materialauftrag
Seltener (zum Beispiel bei Zungenfrequenzmessern) wird zum Abgleich die Masse erhöht (indem Lötzinn oder Massestücke aufgebracht werden).